# Bombardeo de Tánger (1791)
El bombardeo de Tánger de 1791 fue una acción militar de la armada española durante la guerra hispano-marroquí de 1790–1791.
Ante la ruptura de las negociaciones de paz entre España y Marruecos el gobierno español decidió optar por la iniciativa bélica. La ciudad de Tánger era un punto de salida de corsarios marroquíes que apresaban o entorpecían a los mercantes españoles. El bombardeo pretendía detener estas actividades y alentar una rebelión de la población contra el sultán que sitiaba Ceuta desde 1790.
La flota española al mando de Francisco Javier Morales de los Ríos partió el día 25 de septiembre hacía Tánger pero a su llegada a la ensenada debió esperar hasta que la flota estuviera preparada para disparar. Después de bombardear durante tres horas Morales se retiró. La ciudad, que se había reforzado ya que conocía la inminencia del ataque, apenas resultó dañada.